# Kanem
Kanem er en af de 23 regioner i Tchad. Regionens hovedby er Mao. Regionen tilsvarer det som tidligere var præfekturet Kanem.

## Inddeling
Kanem-regionen er inddelt i to departementer:
| Departement         | Hovedby  | Underpræfekturer                                                                  |
| ------------------- | -------- | --------------------------------------------------------------------------------- |
| Kanem (departement) | Mao      | Am Doback, Kekedina, Mao, Melea, Mondo, Nokou, Nthiona, Rig Rig, Wadjigui, Ziguey |
| Barh El Gazel       | Moussoro | Amsileb, Chadra, Mandjoura, Michemire, Moussoro, Salal                            |

## Demografi
Regionen havde en befolkning på 280.804 indbyggere i 1993, hvoraf 269.846 var fastboende (ruralt 239 104, urbant 30.742) og 10.956 nomader. De vigtigste etnisk-sproglige grupper er dazaer (48,25 %), kanembuer (40,54 %) og arabere (4,97 %).